# Traindorf (Marktleugast)
Traindorf ist ein Gemeindeteil des Marktes Marktleugast im Landkreis Kulmbach (Oberfranken, Bayern). Die Gemarkung Traindorf hat eine Fläche von 1,260 km². Sie ist in 204 Flurstücke aufgeteilt, die eine durchschnittliche Flurstücksfläche von 6175,34 m² haben. In ihr liegen neben dem namensgebenden Ort die Gemeindeteile Baiersbach, Hohenreuth und Tannenwirtshaus.

## Geografie
Das Kirchdorf liegt auf einem Höhenrücken, der zu den südlichen Ausläufern des Frankenwaldes zählt. Im Norden befindet sich die Weidmeser Höhe (627 m ü. NHN). Die Kreisstraße KU 13 führt nach Neuensorg zur Staatsstraße 2158 (2 km nordöstlich) bzw. nach Tannenwirtshaus (0,6 km südwestlich).

## Geschichte
Der Ort wurde in einem „Tauschvertrag“ des Bamberger Bischofs Eberhard II. von Otelingen (1146–1170) als „Tragenendorf“ erstmals urkundlich erwähnt. 1384 fiel „Treyndorf“ wieder an das Hochstift Bamberg heim.
Gegen Ende des 18. Jahrhunderts bestand Traindorf aus 16 Anwesen (1 Hof, 3 Güter, 1 Sölde, 1 Schenkstatt, 10 Häuser). Das Hochgericht übte das Burggericht Guttenberg aus. Es hatte ggf. an das bambergische Centamt Marktschorgast auszuliefern. Grundherren waren das Burggericht Guttenberg, das Rittergut Schlößlein und das Rittergut Steinenhausen.
1810 kam Traindorf zum Königreich Bayern. Mit dem Gemeindeedikt wurde der Ort dem Steuerdistrikt Guttenberg zugewiesen. 1812 entstand die Ruralgemeinde Traindorf, zu der Baiersbach, Hohenreuth und Tannenwirtshaus gehörten. Sie war in Verwaltung und Gerichtsbarkeit dem Landgericht Münchberg zugeordnet und in der Finanzverwaltung dem Rentamt Münchberg. Von 1819 bis 1848 übernahm das Herrschaftsgericht Guttenberg weitestgehend die Befugnisse, die das Landgericht hatte. 1840 wurde die Gemeinde an das Landgericht Stadtsteinach und 1853 an das Rentamt Stadtsteinach überwiesen (1919 in Finanzamt Stadtsteinach umbenannt). Ab 1862 gehörte Traindorf zum Bezirksamt Stadtsteinach (1939 in Landkreis Stadtsteinach umbenannt). Die Gerichtsbarkeit blieb beim Landgericht Stadtsteinach (1879 in Amtsgericht Stadtsteinach umgewandelt). Die Gemeinde hatte ursprünglich eine Gebietsfläche von 1,141 km², die sich durch die Eingemeindung von Neuguttenberg im Jahr 1964 auf 1,247 km² vergrößerte. Am 1. Juli 1971 wurde die Gemeinde Traindorf in Marktleugast eingegliedert.

### Kunstdenkmal
- Katholische Filialkirche Heiligkreuz, 1934 errichtet.[12]

### Einwohnerentwicklung
Gemeinde Traindorf
| Jahr      | 1819   | 1840   | 1852   | 1855   | 1861   | 1867   | 1871   | 1875   | 1880   | 1885   | 1890   | 1895   | 1900   | 1905   | 1910   | 1919   | 1925   | 1933   | 1939   | 1946   | 1950  | 1952   | 1961   | 1970   |
| Einwohner | 150    | 431    | 457    | 476    | 419    | 392    | 377    | 369    | 444    | 409    | 402    | 399    | 354    | 395    | 376    | 364    | 431    | 372    | 330    | 385    | 332   | 313    | 403    | 337    |
| Häuser    |        |        |        |        |        |        | 36     |        |        | 43     | 42     |        | 41     |        |        |        | 53     |        |        |        | 50    |        | 77     |        |
| Quelle    | [ 14 ] | [ 15 ] | [ 15 ] | [ 15 ] | [ 16 ] | [ 17 ] | [ 18 ] | [ 19 ] | [ 20 ] | [ 21 ] | [ 22 ] | [ 15 ] | [ 23 ] | [ 15 ] | [ 24 ] | [ 15 ] | [ 25 ] | [ 15 ] | [ 15 ] | [ 15 ] | [ 9 ] | [ 15 ] | [ 10 ] | [ 26 ] |

Ort Traindorf
| Jahr      | 001802 | 001818 | 001819 | 001861 | 001871 | 001885 | 001900 | 001925 | 001950 | 001961 | 001970 | 001987 |
| Einwohner | 52     |        | 119    | 210    | 191    | 223    | 155    | 156    | 168    | 105    | 103    | 87     |
| Häuser    | 15     | 17     |        |        |        | 21     | 18     | 20     | 21     | 22     |        | 24     |
| Quelle    | [ 27 ] | [ 8 ]  | [ 14 ] | [ 16 ] | [ 18 ] | [ 21 ] | [ 23 ] | [ 25 ] | [ 9 ]  | [ 10 ] | [ 26 ] | [ 28 ] |

In den 2010er Jahren gab es in Traindorf ca. 70 Einwohner, die in ca. 50 Haushalten lebten.

## Religion
Traindorf ist seit der Reformation gemischt konfessionell. Die Protestanten gehören zur Pfarrei Zum Heiligen Geist (Grafengehaig), die Katholiken waren ursprünglich nach Mariä Heimsuchung in Marienweiher gepfarrt und kamen in der zweiten Hälfte des 20. Jahrhunderts zur Pfarrei St. Jakobus der Jüngere (Guttenberg).